# Кубок Боснії і Герцеговини з футболу 2014—2015
Кубок Боснії і Герцеговини з футболу 2014–2015 — 21-й розіграш кубкового футбольного турніру в Боснії і Герцеговині. Володарем кубку вперше став Олімпік (Сараєво).

## Перший раунд
| Команда 1                  | Рахунок             | Команда 2               |
| -------------------------- | ------------------- | ----------------------- |
| 16 вересня 2014            |                     |                         |
| Слобода (Мрконич-Град) (2) | 0:2                 | Желєзнічар              |
| Братство (Грачаніца) (2)   | 0:0 (дч) (пен. 3:4) | Олімпік (Сараєво)       |
| 17 вересня 2014            |                     |                         |
| Рудар (Прієдор) (2)        | 3:0                 | Подгрмеч (2)            |
| Славія                     | 1:2                 | Вележ                   |
| Слога (Любушки) (3)        | 3:0                 | Дрина (Вишеград) (2)    |
| Єдинство (Біхач) (2)       | 0:2                 | Широкі Брієг            |
| Металлеге-БСІ (2)          | 1:0                 | Пролетер (Теслич) (2)   |
| Младост (Д) (2)            | 1:0                 | Горажде (2)             |
| Звєзда                     | 5:1                 | Слобода (Нови Град) (2) |
| Вітез                      | 1:1 (дч) (пен. 5:3) | Градина (2)             |
| Младость (В-О)             | 1:0                 | Младость (Жупча) (3)    |
| Радник                     | 1:5                 | Челік                   |
| Зриньські                  | 3:1                 | Напредак (2)            |
| Травнік                    | 0:0 (дч) (пен. 3:1) | Слобода (Тузла)         |
| Борац (Баня-Лука)          | 0:0 (дч) (пен. 3:2) | Дрина (Зворник)         |
| Іґман (Коніц) (2)          | 0:3                 | Сараєво                 |

## 1/8 фіналу
| Команда 1           | Заг. | Команда 2         | 1-й матч | 2-й матч |
| ------------------- | ---- | ----------------- | -------- | -------- |
| 1/22 жовтня 2014    |      |                   |          |          |
| Рудар (Прієдор) (2) | 2:6  | Борац (Баня-Лука) | 0:1      | 2:5      |
| Металлеге-БСІ (2)   | 0:1  | Младость (В-О)    | 0:0      | 0:1      |
| Младост (Д) (2)     | 0:3  | Звєзда            | 0:1      | 0:2      |
| Слога (Любушки) (3) | 3:7  | Зриньські         | 2:3      | 1:4      |
| Олімпік (Сараєво)   | 4:1  | Челік             | 4:0      | 0:1      |
| Вележ               | 5:3  | Вітез             | 2:0      | 3:3      |
| Широкі Брієг        | 3:1  | Желєзнічар        | 2:0      | 1:1      |
| Сараєво             | 7:2  | Травнік           | 4:0      | 3:2      |

## Чвертьфінали
| Команда 1          | Заг.    | Команда 2         | 1-й матч | 2-й матч |
| ------------------ | ------- | ----------------- | -------- | -------- |
| 11/18 березня 2015 |         |                   |          |          |
| Звєзда             | 4:5     | Олімпік (Сараєво) | 1:1      | 3:4      |
| Зриньські          | 4:2     | Вележ             | 2:2      | 2:0      |
| Младость (В-О)     | 1:8     | Широкі Брієг      | 1:3      | 0:5      |
| Сараєво            | 2:2 (ч) | Борац (Баня-Лука) | 1:2      | 1:0      |

## Півфінали
| Команда 1         | Заг.            | Команда 2    | 1-й матч | 2-й матч |
| ----------------- | --------------- | ------------ | -------- | -------- |
| 15/29 квітня 2015 |                 |              |          |          |
| Олімпік (Сараєво) | 0:0 дч пен. 5:4 | Зриньські    | 0:0      | 0:0 дч   |
| Борац (Баня-Лука) | 1:2             | Широкі Брієг | 0:0      | 1:2      |

## Фінал
| Команда 1         | Заг.         | Команда 2         | 1-й матч | 2-й матч |
| ----------------- | ------------ | ----------------- | -------- | -------- |
| 20/27 травня 2015 |              |                   |          |          |
| Широкі Брієг      | 2:2 пен. 4:5 | Олімпік (Сараєво) | 1:1      | 1:1 дч   |

### Перший матч
| 20 травня 2015 20:00 (UTC+2) |

| Широкі Брієг        | 1:1      | Олімпік (Сараєво) |
| ------------------- | -------- | ----------------- |
| Регоє 79' (автогол) | Протокол | Мухаремович 10'   |

| Стадіон «Пекара», Широкі Брієг Глядачів: 2 000 Арбітр: Драган Скакич |

### Повторний матч
| 27 травня 2015 17:45 (UTC+2) |

| Олімпік (Сараєво) | 1:1      | Широкі Брієг |
| ----------------- | -------- | ------------ |
| Мухаремович 56'   | Протокол | Пеко 44'     |

| Асім Ферхатович-Хасе, Сараєво Глядачів: 1 000 Арбітр: Огнєн Вальїч |

|  |     | Пенальті |
|  | 5:4 |          |